# Tusa (Olaszország)
Tusa település Olaszországban, Szicília régióban, Messina megyében. Lakosainak száma 2585 fő (2023. január 1.). Tusa Motta d’Affermo, Pettineo és San Mauro Castelverde községekkel határos.

## Népesség
A település lakossága az elmúlt években az alábbi módon változott:
| Lakosok száma | 2860 | 2823 | 2585 |
|               | 2017 | 2018 | 2023 |